# Liste der Monuments historiques in La Grande-Fosse
Die Liste der Monuments historiques in La Grande-Fosse führt die Monuments historiques in der französischen Gemeinde La Grande-Fosse auf.

## Liste der Objekte
| Bezeichnung                                                         | Beschreibung                                      | Standort                           | Kennzeichnung | Schutzstatus | Datum | Bild |
| ------------------------------------------------------------------- | ------------------------------------------------- | ---------------------------------- | ------------- | ------------ | ----- | ---- |
| Gemälde Madonna mit Kind, heiliger Gondelbert und heiliger Antonius | Ölfarbe auf Eichenholz, Ende des 17. Jahrhunderts | in der Kirche St-Gondelbert (Lage) | PM88001488    | Inscrit      | 2006  |      |